# Ярославка (Черкасская область)
Яросла́вка (укр. Ярославка) — село в Шполянском районе Черкасской области Украины.
Население по переписи 2001 года составляло 466 человек. Почтовый индекс — 20654. Телефонный код — 4741.

## Местный совет
20654, Черкасская обл., Шполянский р-н, с. Ярославка, ул. Томенка, 8